# Annemarie Krauß
Annemarie Krauß (* 15. November 1927; † 31. Mai 2006 in Weiden in der Oberpfalz) war eine deutsche Archivarin und Heimatforscherin.

## Leben
Krauß wurde als Tochter des Landgerichtsdirektors und Heimatforschers Johann-Baptist Fröhlich geboren.
Sie beendete ihre Schulbildung mit dem Abitur.
Sie erlernte die Berufe Krankenschwester und Zahntechnikerin.
Dann studierte sie in München Archiv- und Bibliothekswesen und schloss ihr Studium als Diplom-Archivarin FH ab.
1957 wurde sie als Stadtarchivarin an das Stadtarchiv Weiden berufen.
Dieses Amt übte sie offiziell 35 Jahre lang aus, inoffiziell aber bis zu ihrem Lebensende.
Sie veröffentlichte 1964 das bisher einzige gedruckte Inventar eines bayerischen Stadtarchivs.
Seit 1989 leitete sie den Heimatkundlichen Arbeitskreis im Oberpfälzer Waldverein.
Das 1565 erbaute Alte Schulhaus in Weiden bewahrte sie vor dem Abriss und wandelte es nach seiner Restaurierung in den Jahren 1975 bis 1979 in einen Ort für das Weidener Stadtmuseum und Stadtarchiv um.
Krauß war verheiratet und hatte zwei Söhne und eine Tochter.
Sie ist in Weiden auf dem Waldfriedhof beerdigt.

## Auszeichnungen und Anerkennung
Krauß erhielt für ihre Arbeit das Bundesverdienstkreuz, die goldene Bürgermedaille, die Denkmalschutzmedaille und die Verdienstmedaille der Kreishandwerkerschaft.

## Werke (Auswahl)
- 200 Jahre Königreich Bayern, 2007, Oberpfälzer Heimat, Veröffentlichungen des Heimatkundlichen Arbeitskreises Weiden i.d. Opf., Band 51, S. 11
- Blumenuhr und Blumenbarometer, 2006, Oberpfälzer Heimat, Veröffentlichungen des Heimatkundlichen Arbeitskreises Weiden i.d. Opf., Band 50, S. 47
- Ein festlicher Tag in Weiden nach langen schweren Kriegsjahren (nach 1648), 2005, Oberpfälzer Heimat, Veröffentlichungen des Heimatkundlichen Arbeitskreises Weiden i.d. Opf., Band 49, S. 130
- Bilder sind Liebhaberei und es gibt im Jahr 1803 deren viel zu viel …, 2004, Oberpfälzer Heimat, Veröffentlichungen des Heimatkundlichen Arbeitskreises Weiden i.d. Opf., Band 48, S. 94
- Stiftungen in Weiden, 2002, Oberpfälzer Heimat, Veröffentlichungen des Heimatkundlichen Arbeitskreises Weiden i.d. Opf., Band 46, S. 111
- Feuer und Wasser ... sind zwei gute Diener, aber zwei schlimme Herren, 2002, Heimatkundlicher Arbeitskreis im Oberpfälzer Waldverein
- Vom Ende der Handwerkszünfte in Weiden, 1993, Oberpfälzer Heimat, Veröffentlichungen des Heimatkundlichen Arbeitskreises Weiden i.d. Opf., Band 37, S. 7
- Zur Geschichte der Silberhütte. In: Oberpfälzer Heimat 35, 1991.
- Kirchenkrippen im Egerland, Erzgebirge und Riesengebirge, 1988, Weiden: Stadtarchiv
- Albert Vierling, 5. April 1836 – 3. Mai 1920. In: Albert Vierling: Erinnerungen aus der Oberpfalz. Neuauflage (= Oberpfälzer Raritäten. Band 3). Taubald, Weiden 1988, ISBN 3-924783-05-5, S. 4–5.
- Von den Weihnachtskrippen in Mährisch-Schlesien, 1987, Weiden: Stadtarchiv
- Aus der Geschichte der mechanischen Krippen, 1986, Weiden: Stadtarchiv
- Aus dem Erzgebirge ... : vom Bergbau und Spielzeug, von Land und Leuten, 1985, Weiden: Stadtarchiv
- Aus der Geschichte der Weihnachtskrippen, 1984, Weiden
- Erinnerungen an die Gemeinden des Gerichtsbezirkes Tachau in Böhmen, 1984, Weiden
- Die Weihnachtszeit in der simultanen Stadtpfarrkirche Sankt Michael in Weiden, 1983, Weiden
- Aus der Welt des Spielzeugs, 1982, Weiden
- Erinnerungen an Tachau in Böhmen, 1982, Weiden
- Advent und Weihnachten in Weiden und in der nördlichen Oberpfalz, 1981, Weiden
- Die Jahre 1796 bis 1815 in Weiden und in der Oberpfalz, 1980, Weiden
- Max Reger – die Weidener Jahre 1874–1901, 1980, Weiden: Stadtarchiv
- Weiden und Böhmen in den Jahren 1241 bis 1600, 1980, Weiden
- Stadtmuseum und Max-Reger-Zimmer, 1979, Weiden
- Stadtarchiv Weiden, 1964, München: Zink
- Weidens Eisenhandel im 16. Jahrhundert (u.a. Siegel von Heuring), 1961, Oberpfälzer Heimat, Veröffentlichungen des Heimatkundlichen Arbeitskreises Weiden i.d. Opf., Band 6, S. 75
- Hammer-Harlesberg, 1961, Weiden: Knauf
- Wer war der Grundherr des Alten Dorfes?, 1960, Oberpfälzer Heimat, Veröffentlichungen des Heimatkundlichen Arbeitskreises Weiden i.d. Opf., Band 5, S. 78
- Zu Weidens Wirtschaftsgeschichte (u. a. Paulsdorfer Lehen), 1959, Oberpfälzer Heimat, Veröffentlichungen des Heimatkundlichen Arbeitskreises Weiden i.d. Opf., Band 4, S. 80
- Die Rotzenmühle im Schlatteintal in Die Oberpfalz, Heimatzeitschrift für den ehemaligen Bayerischen Nordgau – Monatsschrift für Geschichte, Schrifttum, Volks- und Heimatkunde, Band 44, 1956, S. 44–47